# 1319
Portal Geschichte | Portal Biografien | Aktuelle Ereignisse | Jahreskalender | Tagesartikel

◄ |
13. Jahrhundert |
14. Jahrhundert
| 15. Jahrhundert | ►

◄ |
1280er |
1290er |
1300er |
1310er
| 1320er | 1330er | 1340er | ►

◄◄ |
◄ |
1315 |
1316 |
1317 |
1318 |
1319
| 1320 | 1321 | 1322 | 1323 | ► | ►►
Staatsoberhäupter  · Nekrolog
| Januar | Januar | Januar | Januar | Januar | Januar | Januar | Januar |
| Kw     | Mo     | Di     | Mi     | Do     | Fr     | Sa     | So     |
| ------ | ------ | ------ | ------ | ------ | ------ | ------ | ------ |
| 1      | 1      | 2      | 3      | 4      | 5      | 6      | 7      |
| 2      | 8      | 9      | 10     | 11     | 12     | 13     | 14     |
| 3      | 15     | 16     | 17     | 18     | 19     | 20     | 21     |
| 4      | 22     | 23     | 24     | 25     | 26     | 27     | 28     |
| 5      | 29     | 30     | 31     |        |        |        |        |

| Februar | Februar | Februar | Februar | Februar | Februar | Februar | Februar |
| Kw      | Mo      | Di      | Mi      | Do      | Fr      | Sa      | So      |
| ------- | ------- | ------- | ------- | ------- | ------- | ------- | ------- |
| 5       |         |         |         | 1       | 2       | 3       | 4       |
| 6       | 5       | 6       | 7       | 8       | 9       | 10      | 11      |
| 7       | 12      | 13      | 14      | 15      | 16      | 17      | 18      |
| 8       | 19      | 20      | 21      | 22      | 23      | 24      | 25      |
| 9       | 26      | 27      | 28      |         |         |         |         |

| März | März | März | März | März | März | März | März |
| Kw   | Mo   | Di   | Mi   | Do   | Fr   | Sa   | So   |
| ---- | ---- | ---- | ---- | ---- | ---- | ---- | ---- |
| 9    |      |      |      | 1    | 2    | 3    | 4    |
| 10   | 5    | 6    | 7    | 8    | 9    | 10   | 11   |
| 11   | 12   | 13   | 14   | 15   | 16   | 17   | 18   |
| 12   | 19   | 20   | 21   | 22   | 23   | 24   | 25   |
| 13   | 26   | 27   | 28   | 29   | 30   | 31   |      |

| April | April | April | April | April | April | April | April |
| Kw    | Mo    | Di    | Mi    | Do    | Fr    | Sa    | So    |
| ----- | ----- | ----- | ----- | ----- | ----- | ----- | ----- |
| 13    |       |       |       |       |       |       | 1     |
| 14    | 2     | 3     | 4     | 5     | 6     | 7     | 8     |
| 15    | 9     | 10    | 11    | 12    | 13    | 14    | 15    |
| 16    | 16    | 17    | 18    | 19    | 20    | 21    | 22    |
| 17    | 23    | 24    | 25    | 26    | 27    | 28    | 29    |
| 18    | 30    |       |       |       |       |       |       |

| Mai | Mai | Mai | Mai | Mai | Mai | Mai | Mai |
| Kw  | Mo  | Di  | Mi  | Do  | Fr  | Sa  | So  |
| --- | --- | --- | --- | --- | --- | --- | --- |
| 18  |     | 1   | 2   | 3   | 4   | 5   | 6   |
| 19  | 7   | 8   | 9   | 10  | 11  | 12  | 13  |
| 20  | 14  | 15  | 16  | 17  | 18  | 19  | 20  |
| 21  | 21  | 22  | 23  | 24  | 25  | 26  | 27  |
| 22  | 28  | 29  | 30  | 31  |     |     |     |

| Juni | Juni | Juni | Juni | Juni | Juni | Juni | Juni |
| Kw   | Mo   | Di   | Mi   | Do   | Fr   | Sa   | So   |
| ---- | ---- | ---- | ---- | ---- | ---- | ---- | ---- |
| 22   |      |      |      |      | 1    | 2    | 3    |
| 23   | 4    | 5    | 6    | 7    | 8    | 9    | 10   |
| 24   | 11   | 12   | 13   | 14   | 15   | 16   | 17   |
| 25   | 18   | 19   | 20   | 21   | 22   | 23   | 24   |
| 26   | 25   | 26   | 27   | 28   | 29   | 30   |      |

| Juli | Juli | Juli | Juli | Juli | Juli | Juli | Juli |
| Kw   | Mo   | Di   | Mi   | Do   | Fr   | Sa   | So   |
| ---- | ---- | ---- | ---- | ---- | ---- | ---- | ---- |
| 26   |      |      |      |      |      |      | 1    |
| 27   | 2    | 3    | 4    | 5    | 6    | 7    | 8    |
| 28   | 9    | 10   | 11   | 12   | 13   | 14   | 15   |
| 29   | 16   | 17   | 18   | 19   | 20   | 21   | 22   |
| 30   | 23   | 24   | 25   | 26   | 27   | 28   | 29   |
| 31   | 30   | 31   |      |      |      |      |      |

| August | August | August | August | August | August | August | August |
| Kw     | Mo     | Di     | Mi     | Do     | Fr     | Sa     | So     |
| ------ | ------ | ------ | ------ | ------ | ------ | ------ | ------ |
| 31     |        |        | 1      | 2      | 3      | 4      | 5      |
| 32     | 6      | 7      | 8      | 9      | 10     | 11     | 12     |
| 33     | 13     | 14     | 15     | 16     | 17     | 18     | 19     |
| 34     | 20     | 21     | 22     | 23     | 24     | 25     | 26     |
| 35     | 27     | 28     | 29     | 30     | 31     |        |        |

| September | September | September | September | September | September | September | September |
| Kw        | Mo        | Di        | Mi        | Do        | Fr        | Sa        | So        |
| --------- | --------- | --------- | --------- | --------- | --------- | --------- | --------- |
| 35        |           |           |           |           |           | 1         | 2         |
| 36        | 3         | 4         | 5         | 6         | 7         | 8         | 9         |
| 37        | 10        | 11        | 12        | 13        | 14        | 15        | 16        |
| 38        | 17        | 18        | 19        | 20        | 21        | 22        | 23        |
| 39        | 24        | 25        | 26        | 27        | 28        | 29        | 30        |

| Oktober | Oktober | Oktober | Oktober | Oktober | Oktober | Oktober | Oktober |
| Kw      | Mo      | Di      | Mi      | Do      | Fr      | Sa      | So      |
| ------- | ------- | ------- | ------- | ------- | ------- | ------- | ------- |
| 40      | 1       | 2       | 3       | 4       | 5       | 6       | 7       |
| 41      | 8       | 9       | 10      | 11      | 12      | 13      | 14      |
| 42      | 15      | 16      | 17      | 18      | 19      | 20      | 21      |
| 43      | 22      | 23      | 24      | 25      | 26      | 27      | 28      |
| 44      | 29      | 30      | 31      |         |         |         |         |

| November | November | November | November | November | November | November | November |
| Kw       | Mo       | Di       | Mi       | Do       | Fr       | Sa       | So       |
| -------- | -------- | -------- | -------- | -------- | -------- | -------- | -------- |
| 44       |          |          |          | 1        | 2        | 3        | 4        |
| 45       | 5        | 6        | 7        | 8        | 9        | 10       | 11       |
| 46       | 12       | 13       | 14       | 15       | 16       | 17       | 18       |
| 47       | 19       | 20       | 21       | 22       | 23       | 24       | 25       |
| 48       | 26       | 27       | 28       | 29       | 30       |          |          |

| Dezember | Dezember | Dezember | Dezember | Dezember | Dezember | Dezember | Dezember |
| Kw       | Mo       | Di       | Mi       | Do       | Fr       | Sa       | So       |
| -------- | -------- | -------- | -------- | -------- | -------- | -------- | -------- |
| 48       |          |          |          |          |          | 1        | 2        |
| 49       | 3        | 4        | 5        | 6        | 7        | 8        | 9        |
| 50       | 10       | 11       | 12       | 13       | 14       | 15       | 16       |
| 51       | 17       | 18       | 19       | 20       | 21       | 22       | 23       |
| 52       | 24       | 25       | 26       | 27       | 28       | 29       | 30       |
| 1        | 31       |          |          |          |          |          |          |

| Januar | Januar | Januar | Januar | Januar | Januar | Januar | Januar |
| Kw     | Mo     | Di     | Mi     | Do     | Fr     | Sa     | So     |
| ------ | ------ | ------ | ------ | ------ | ------ | ------ | ------ |
| 1      | 1      | 2      | 3      | 4      | 5      | 6      | 7      |
| 2      | 8      | 9      | 10     | 11     | 12     | 13     | 14     |
| 3      | 15     | 16     | 17     | 18     | 19     | 20     | 21     |
| 4      | 22     | 23     | 24     | 25     | 26     | 27     | 28     |
| 5      | 29     | 30     | 31     |        |        |        |        |

| Februar | Februar | Februar | Februar | Februar | Februar | Februar | Februar |
| Kw      | Mo      | Di      | Mi      | Do      | Fr      | Sa      | So      |
| ------- | ------- | ------- | ------- | ------- | ------- | ------- | ------- |
| 5       |         |         |         | 1       | 2       | 3       | 4       |
| 6       | 5       | 6       | 7       | 8       | 9       | 10      | 11      |
| 7       | 12      | 13      | 14      | 15      | 16      | 17      | 18      |
| 8       | 19      | 20      | 21      | 22      | 23      | 24      | 25      |
| 9       | 26      | 27      | 28      |         |         |         |         |

| März | März | März | März | März | März | März | März |
| Kw   | Mo   | Di   | Mi   | Do   | Fr   | Sa   | So   |
| ---- | ---- | ---- | ---- | ---- | ---- | ---- | ---- |
| 9    |      |      |      | 1    | 2    | 3    | 4    |
| 10   | 5    | 6    | 7    | 8    | 9    | 10   | 11   |
| 11   | 12   | 13   | 14   | 15   | 16   | 17   | 18   |
| 12   | 19   | 20   | 21   | 22   | 23   | 24   | 25   |
| 13   | 26   | 27   | 28   | 29   | 30   | 31   |      |

| April | April | April | April | April | April | April | April |
| Kw    | Mo    | Di    | Mi    | Do    | Fr    | Sa    | So    |
| ----- | ----- | ----- | ----- | ----- | ----- | ----- | ----- |
| 13    |       |       |       |       |       |       | 1     |
| 14    | 2     | 3     | 4     | 5     | 6     | 7     | 8     |
| 15    | 9     | 10    | 11    | 12    | 13    | 14    | 15    |
| 16    | 16    | 17    | 18    | 19    | 20    | 21    | 22    |
| 17    | 23    | 24    | 25    | 26    | 27    | 28    | 29    |
| 18    | 30    |       |       |       |       |       |       |

| Mai | Mai | Mai | Mai | Mai | Mai | Mai | Mai |
| Kw  | Mo  | Di  | Mi  | Do  | Fr  | Sa  | So  |
| --- | --- | --- | --- | --- | --- | --- | --- |
| 18  |     | 1   | 2   | 3   | 4   | 5   | 6   |
| 19  | 7   | 8   | 9   | 10  | 11  | 12  | 13  |
| 20  | 14  | 15  | 16  | 17  | 18  | 19  | 20  |
| 21  | 21  | 22  | 23  | 24  | 25  | 26  | 27  |
| 22  | 28  | 29  | 30  | 31  |     |     |     |

| Juni | Juni | Juni | Juni | Juni | Juni | Juni | Juni |
| Kw   | Mo   | Di   | Mi   | Do   | Fr   | Sa   | So   |
| ---- | ---- | ---- | ---- | ---- | ---- | ---- | ---- |
| 22   |      |      |      |      | 1    | 2    | 3    |
| 23   | 4    | 5    | 6    | 7    | 8    | 9    | 10   |
| 24   | 11   | 12   | 13   | 14   | 15   | 16   | 17   |
| 25   | 18   | 19   | 20   | 21   | 22   | 23   | 24   |
| 26   | 25   | 26   | 27   | 28   | 29   | 30   |      |

| Juli | Juli | Juli | Juli | Juli | Juli | Juli | Juli |
| Kw   | Mo   | Di   | Mi   | Do   | Fr   | Sa   | So   |
| ---- | ---- | ---- | ---- | ---- | ---- | ---- | ---- |
| 26   |      |      |      |      |      |      | 1    |
| 27   | 2    | 3    | 4    | 5    | 6    | 7    | 8    |
| 28   | 9    | 10   | 11   | 12   | 13   | 14   | 15   |
| 29   | 16   | 17   | 18   | 19   | 20   | 21   | 22   |
| 30   | 23   | 24   | 25   | 26   | 27   | 28   | 29   |
| 31   | 30   | 31   |      |      |      |      |      |

| August | August | August | August | August | August | August | August |
| Kw     | Mo     | Di     | Mi     | Do     | Fr     | Sa     | So     |
| ------ | ------ | ------ | ------ | ------ | ------ | ------ | ------ |
| 31     |        |        | 1      | 2      | 3      | 4      | 5      |
| 32     | 6      | 7      | 8      | 9      | 10     | 11     | 12     |
| 33     | 13     | 14     | 15     | 16     | 17     | 18     | 19     |
| 34     | 20     | 21     | 22     | 23     | 24     | 25     | 26     |
| 35     | 27     | 28     | 29     | 30     | 31     |        |        |

| September | September | September | September | September | September | September | September |
| Kw        | Mo        | Di        | Mi        | Do        | Fr        | Sa        | So        |
| --------- | --------- | --------- | --------- | --------- | --------- | --------- | --------- |
| 35        |           |           |           |           |           | 1         | 2         |
| 36        | 3         | 4         | 5         | 6         | 7         | 8         | 9         |
| 37        | 10        | 11        | 12        | 13        | 14        | 15        | 16        |
| 38        | 17        | 18        | 19        | 20        | 21        | 22        | 23        |
| 39        | 24        | 25        | 26        | 27        | 28        | 29        | 30        |

| Oktober | Oktober | Oktober | Oktober | Oktober | Oktober | Oktober | Oktober |
| Kw      | Mo      | Di      | Mi      | Do      | Fr      | Sa      | So      |
| ------- | ------- | ------- | ------- | ------- | ------- | ------- | ------- |
| 40      | 1       | 2       | 3       | 4       | 5       | 6       | 7       |
| 41      | 8       | 9       | 10      | 11      | 12      | 13      | 14      |
| 42      | 15      | 16      | 17      | 18      | 19      | 20      | 21      |
| 43      | 22      | 23      | 24      | 25      | 26      | 27      | 28      |
| 44      | 29      | 30      | 31      |         |         |         |         |

| November | November | November | November | November | November | November | November |
| Kw       | Mo       | Di       | Mi       | Do       | Fr       | Sa       | So       |
| -------- | -------- | -------- | -------- | -------- | -------- | -------- | -------- |
| 44       |          |          |          | 1        | 2        | 3        | 4        |
| 45       | 5        | 6        | 7        | 8        | 9        | 10       | 11       |
| 46       | 12       | 13       | 14       | 15       | 16       | 17       | 18       |
| 47       | 19       | 20       | 21       | 22       | 23       | 24       | 25       |
| 48       | 26       | 27       | 28       | 29       | 30       |          |          |

| Dezember | Dezember | Dezember | Dezember | Dezember | Dezember | Dezember | Dezember |
| Kw       | Mo       | Di       | Mi       | Do       | Fr       | Sa       | So       |
| -------- | -------- | -------- | -------- | -------- | -------- | -------- | -------- |
| 48       |          |          |          |          |          | 1        | 2        |
| 49       | 3        | 4        | 5        | 6        | 7        | 8        | 9        |
| 50       | 10       | 11       | 12       | 13       | 14       | 15       | 16       |
| 51       | 17       | 18       | 19       | 20       | 21       | 22       | 23       |
| 52       | 24       | 25       | 26       | 27       | 28       | 29       | 30       |
| 1        | 31       |          |          |          |          |          |          |

## Ereignisse

### Politik und Weltgeschehen

#### Osteuropa
- 6. September: Der Leichnam des im Vorjahr in der Horde hingerichteten Großfürsten Michail Jaroslawitsch wird nach Twer überführt und in der Erlöserkirche bestattet. Als politischer Heiliger der russischen Kirche wird er für das Ansehen Juri I. Daniilowitsch von Moskau zu einer starken Belastung.

#### Skandinavien
- 8. Mai: In Norwegen stirbt das Geschlecht von Harfagr mit Håkon V. im Mannesstamm aus. Nachfolger wird sein dreijähriger Enkel Magnus Eriksson, der noch im selben Jahr am 8. Juli auch zum König von Schweden gewählt wird. Seine Mutter Ingebjørg Håkonsdatter übernimmt die Vormundschaft, wobei es zu Spannungen mit der norwegischen und der schwedischen Ratsaristokratie kommt.
- 13. November: König Erik VI. von Dänemark stirbt. Als sein wahrscheinlichster Nachfolger wird sein Bruder Christoph gehandelt, der allerdings erst ein Jahr später vom Reichsrat zum König gewählt wird, nachdem er in einer Handfeste gegenüber dem Adel seine Rechte auf Steuereintreibung eingeschränkt hat.

#### Heiliges Römisches Reich
- 14. August: In Brandenburg stirbt Markgraf Waldemar. Damit endet die Landesherrschaft der askanischen Markgrafen von Brandenburg. Mit dem Tod seines minderjährigen und deswegen noch nicht regierungsfähigen Neffen Heinrich das Kind ein Jahr später (1320) stirbt die Dynastie der askanischen Markgrafen von Brandenburg aus.
- 7. September: In der Schlacht von Wöhrden vernichten die Dithmarscher ein holsteinisches und mecklenburgisches Invasionsheer, das unter Gerhard III. von Holstein in das Land einmarschiert ist. Es dauert 85 Jahre, bis wieder jemand versucht, Dithmarschen zu erobern.

#### Britische Inseln
- Im Krieg mit Schottland belagert der englische König Eduard II. ab dem 7. September die Grenzstadt Berwick, deren Verteidigung von Walter Stewart, 6. High Steward of Scotland, und John Crab organisiert wird.
- 12. September: Ein schottisches Heer mit Thomas Randolph umgeht die Belagerer und schlägt in der Schlacht bei Myton ein englisches Aufgebot unter John Hotham und William Melton, was schließlich am 17. September zum Abbruch der Belagerung von Berwick führt. Edward II. zieht sich bis zum 20. September nach Newcastle zurück.
- Ende Oktober überschreitet ein schottisches Heer die englische Grenze und plündert mehrere englische Städte.
- Im Dezember schließen die Kriegsparteien einen Waffenstillstand auf zwei Jahre.

#### Urkundliche Ersterwähnungen
- Erste urkundliche Erwähnung der Burg Neidenstein und von Feldbrunnen und Reichstädt.

### Religion

#### Kirchenhierarchie
- 8. Juni: Nach gut einjähriger Amtszeit stirbt Heinrich III. von Daun, Bischof von Worms. Am 11. August wird Konrad IV. von Schöneck per compromissum zu seinem Nachfolger gewählt. Die päpstliche Bestätigung erfolgt am 16. Oktober, am 30. Oktober hält der neue Oberhirte seinen feierlichen Einzug in Worms.
- 26. November: Rigaud de Asserio wird als Nachfolger des am 2. November verstorbenen John Sandale zum Bischof der Diözese Winchester erhoben. Am 12. Dezember entbindet ihn der Papst von der Pflicht, zur Bischofsweihe zum Papsthof zu kommen und erlaubt ihm, sich von einem Bischof seiner Wahl weihen zu lassen.

#### Ritterorden

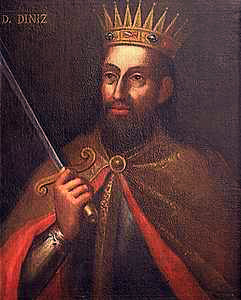
Dionysius von Portugal

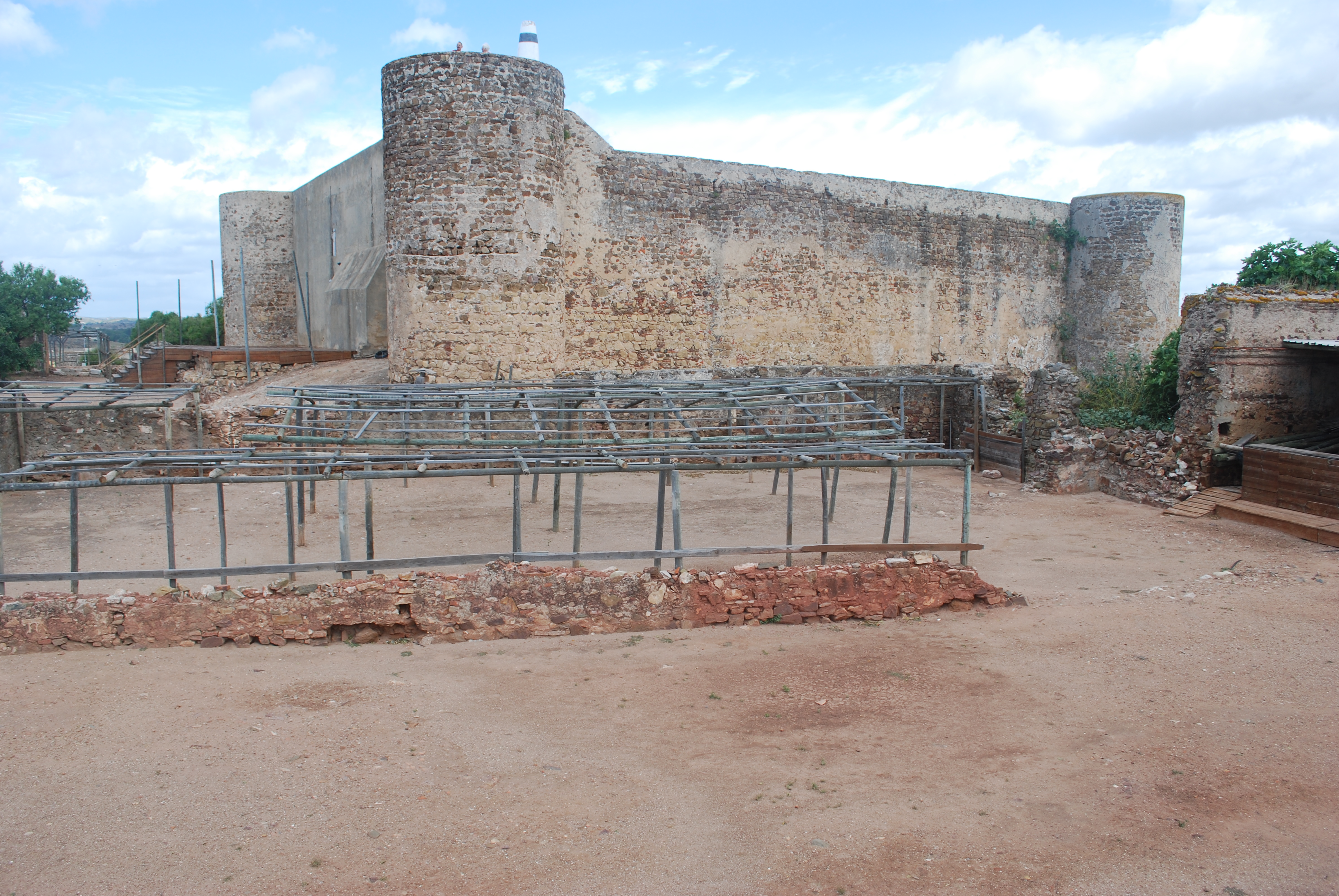
Castelo de Castro Marim

- 14. März: Mit der Bulle Ad ea ex quibus bestätigt Papst Johannes XXII. den von König Dionysius von Portugal gegründeten Christusorden und legt fest, dass alle Güter des von ihm verbotenen Templerordens an den neuen Orden übertragen werden und der Christusorden gemäß den Regeln des  Ritterordens von Calatrava zu leben habe. Dem Abt des Zisterzienserklosters von  Alcobaça wird die Jurisdiktion übertragen, weiterhin erhält er das Recht zur Abnahme des Treueids für den Hochmeister des Christusorden. Als Ordenshaus bestimmt Johannes XXII. die Festung von Castro Marim im Südwesten Portugals.
- 8. September: Der Groninger Vergleich zwischen den 20 selbständigen Ordenshäusern der Johanniter mit dem Steinfurter Komtur Heinrich von Selbach regelt das Recht des Komturs, die Ordenshäuser besuchen zu dürfen und gebührend aufgenommen zu werden.
- Die Kommende Boekzetel und die Kommende Burlage des Johanniterordens werden erstmals erwähnt.

#### Sonstiges
- Weihe des Friedhofs auf der Insel Neuwerk am 22. Juni durch einen Bischof und drei Geistliche
- Gründung des Kollegiatstifts St. Johannes in Freising

### Katastrophen
- Wetter: In einigen slawischen Ländern dauert die seit 1315 europaweit bestehende Hungersnot weiter an.

## Geboren

### Geburtsdatum gesichert
- 26. April: Johann II., König von Frankreich († 1364)
- 5. September: Peter IV., König von Aragon, als Peter I. auch König von Sardinien und Herzog von Athen und Neopatria († 1387)

### Genaues Geburtsdatum unbekannt
- Andrea II. Muzaka, Begründer des albanischen Fürstentums Muzakaj († 1372)
- Albrecht der Schöne, Burggraf von Nürnberg († 1361)
- Elisabeth von Henneberg-Schleusingen, Gräfin von Württemberg († 1389)
- Johann II., Graf von Hoya († 1377)
- Johanna von Dreux, Gräfin von Penthièvre und Titular-Herzogin der Bretagne († 1384)
- Stephan II., Herzog von Bayern († 1375)

### Geboren um 1319
- William Dacre, englischer Militärangehöriger und Politiker († 1361)
- Jakob I., Graf von La Marche († 1362)
- Matteo II. Visconti, Stadtherr von Bologna, Lodi, Piacenza und Parma († 1355)
- 1319/1326: Murad I., Sultan des Osmanischen Reiches († 1389)

## Gestorben

### Todesdatum gesichert
- 5. März: Jean II., Dauphin von Viennois (* 1280)
- 20. April: Irmgard von Kleve, Regentin der Grafschaft Berg

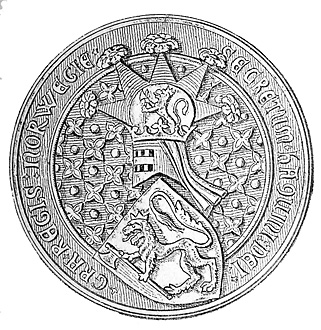
Siegel König Håkons V.

- 8. Mai: Håkon V., König von Norwegen (* 1270)
- 19. Mai: Ludwig, Graf von Évreux (* 1276)
- 6. Juni: Robert Neville, englischer Militär (* vor 1291)
- 8. Juni: Heinrich III. von Daun, Bischof von Worms
- 12. August: Rudolf I., Pfalzgraf von der Pfalz (* 1274)
- 14. August: Waldemar, Markgraf der Mark Brandenburg (* 1281)
- 7. September: Bernhard von Gützkow, Graf von Gützkow
- 23. September: Heinrich von Würben, Fürstbischof von Breslau
- 9. Oktober: Wilhelm Hase von Waldeck, böhmischer Adeliger und Politiker
- 1. November: Uguccione della Faggiola, italienischer Condottiere (* um 1250)
- 2. November: John Sandale, englischer Beamter und Geistlicher, Lordkanzler von England, Lord High Treasurer sowie Bischof von Winchester (* um 1274)
- 11. November: Beatrix von Luxemburg, Königin von Ungarn (* 1305)
- 13. November: Erik VI., König von Dänemark (* 1274)

### Genaues Todesdatum unbekannt
- Oktober: William Montagu, 2. Baron Montagu, englischer Adliger, Militär, Beamter und Höfling (* um 1285)
- Andrea I. Muzaka, albanischer Fürst
- Eberhard Sachs, Dompropst in Salzburg
- Guan Daosheng, chinesische Malerin, Kalligrafin und Dichterin (* 1262)
- Hermann IV., Graf von Weimar-Orlamünde
- Johannes von Arnsberg, Propst von Meschede

### Gestorben um 1319
- 1318 oder 1319: Duccio di Buoninsegna, italienischer Maler aus Siena (* um 1255)
- Gruffydd ap Maredudd, walisischer Lord von Deheubarth